# 福斯 (貓)
福斯（英語：Foss）是19世紀英國詩人愛德華·利爾飼養的一隻虎斑貓，因出現在利爾的許多插圖中而廣為知名。

## 生平
1873年，福斯首度成為愛德華·利爾的家庭成員，當時一名迷信的僕人因為擔心福斯會離開而將牠的尾巴剪斷。利爾十分鍾愛福斯，當他搬到新家時會請建築師為其設計一個和舊居完全相同的環境，以避免福斯不會因為搬家而躁動不安。
1887年11月，17歲的福斯去世，利爾將牠埋在義大利聖雷莫一座花園內，並為其設立了墓碑及撰寫墓誌銘。僅兩個月後，利爾本人亦於1888年1月逝世。

## 插圖
利爾為福斯畫了不少插圖；同時福斯也是利爾的荒誕詩作品《荒誕書》中一些貓角色的靈感來源，例如《貓頭鷹與貓咪》中的貓。在《荒誕書》自序中利爾亦提及了福斯：「他有很多朋友，有俗人也有牧師；他的寵物貓名叫老福斯」。
《紐約時報》的一篇評論認為利爾畫得最好的漫畫就是有關福斯的插畫。

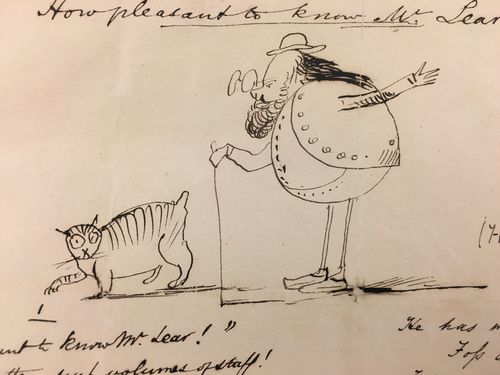
利爾與貝文副主教通信裡附的插圖，1879年1月。
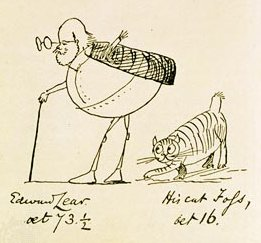
73歲的利爾和他16歲的貓福斯在一起，1885年。
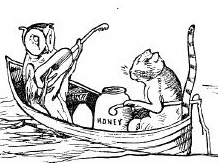
福斯也是《貓頭鷹與貓咪》裡貓咪的原型。

## 影響
英國民謠歌手阿爾·史都華在他的2005年專輯《A Beach Full of Shells》裡的歌曲「利爾先生」（Mr. Lear）中提及了福斯。

## 另見
- 愛德華·利爾
- 霍奇 (貓)（英语：Hodge (cat)），英國另一詩人塞繆爾·詹森博士的貓